# 忍岡聖堂
忍岡聖堂（しのぶがおかせいどう）は、江戸時代前期に林道春（林羅山）によって建てられた、林家の私塾に附属する孔子廟のこと。正式名称は先聖殿（せんせいでん）と称した。

## 概要
寛永7年（1630年）、林道春は江戸幕府3代将軍徳川家光から儒学振興のために江戸城北郊の上野忍岡の地に1353坪の土地と金200両を拝領して私塾と書庫を建設したが、釈奠などの儒教祭祀を行うための孔子廟が存在しなかった。それを知った家光の叔父である尾張藩主徳川義直が道春に資金援助を申出（『徳川実紀』寛永9年条）、その結果寛永9年（1632年）には孔子廟である先聖殿が完成した。「先聖」とは学術の道の祖を指す言葉で、儒教における先聖については古くは周公説と孔子説があったが、唐以後は孔子とする説が通説となり、宋学もこれを継承していた。義直は自ら「先聖殿」の額の文字を記し、狩野山雪に命じて孔子ら21名の聖人を描いた「聖賢絵像二十一幀」を作らせた。後に林道春は朝鮮通信使副使として日本を訪れた金世濂に画賛を依頼している。
先聖殿完成の翌寛永10年（1633年）2月10日には釈奠が再興され、同年7月17日には寛永寺を参詣した家光が忍岡の聖堂を訪問して、老中酒井忠勝・土井利勝とともに道春に先聖殿の案内を受けた後に『書経』堯典の講義を受けている。以後、家光の意向によって江戸幕府が官費をもって先聖殿を補修・修繕することとされ、慶安4年（1651年）・寛文元年（1661年）・延宝2年（1674年）に補修が行われた。特に寛文の補修は実質的には先聖殿の大改築であったとみられている。寛文の補修は林家側の要請に端を発するものの、家光を継いだ徳川家綱の強い意向があったとされている。だが、家綱は忍岡聖堂に訪問することなく没している。
徳川綱吉が将軍の地位を継ぐと、元禄元年（1688年）以後毎年のように忍岡聖堂を訪問するようになった。そして、3年目の元禄3年（1690年）の訪問後の7月になって、綱吉は林信篤に対して忍岡聖堂に対する異議を伝えた。すなわち、
- 儒教の振興は国家＝江戸幕府の事業で聖堂はその政策の中心であるべきなのに、現在の聖堂は尾張藩の資金で林家が私的に建築した施設であること。
- 聖堂のある忍岡は本来は寛永寺の敷地であり、教えの違う2つが同居する形態になっていること。

を、挙げて幕府が新たに聖堂を建立することを通告した。間もなく、幕府は神田台の湯島（当時の本郷と神田の境界線は明確ではなく、湯島の中でも神田に属している地域もあった）に敷地を確保して、新たな聖堂を造営した。新しい聖堂は尾張藩による忍岡聖堂よりも規模を大きくし、綱吉によって「大成殿」と命名されて徳川義直の「先聖殿」に代わる「大成殿」の額の文字を自ら記し、更に孔子などの画像も狩野益信に命じて新たに描き直さるなど、忍岡聖堂が持つ「尾張色」を極力排除して江戸幕府による国家的な施設への転換を図った。元禄4年（1691年）2月7日、松平輝貞によって孔子像や神位が忍岡から湯島に移され、11日には綱吉自らが老中大久保忠朝や加藤明英・柳沢保明ら側近たちを付き従えて新聖堂での初めての釈奠に参列した。また、林家とその私塾も湯島に移されて聖堂の一部に含まれることとなり、以後「湯島聖堂」と称されることとなった。
その後、忍岡聖堂の建物は元禄11年（1698年）9月6日に発生した勅額火事によって焼失し、以後再建されることは無かった。